# Ratpoison
ratpoison (англ. "щуряча отрута") — це фреймовий віконний менеджер для X Window System, розроблений Шоном Беттсом. Його інтерфейс і більшість функціоналу створені по прикладу менеджера терміналів GNU Screen. 
Назва програми відображає основний принцип дизайну — керувати вікнами без мишки.
На відміну від інших фреймових менеджерів, ratpoison повністю ігнорує мишку, оформлення вікон, оформлення робочого стола, не має жодних панелей інструментів і не здійснює автоматичного розбиття на фрейми. ratpoison є вільним ПЗ і ліцензований під GNU General Public License.